# Римніку-де-Сус
Римніку-де-Сус (рум. Râmnicu de Sus) — село у повіті Констанца в Румунії. Входить до складу комуни Коджалак.
Село розташоване на відстані 189 км на схід від Бухареста, 54 км на північ від Констанци, 92 км на південь від Галаца.

## Населення
За даними перепису населення 2002 року у селі проживали 127 осіб, усі — румуни. Усі жителі села рідною мовою назвали румунську.